# John Flanagan
John Joseph Flanagan (Kilbreedy, 28 gennaio 1868 – Kilmallock, 3 giugno 1938) è stato un discobolo, martellista e tiratore di fune irlandese naturalizzato statunitense.

## Biografia
John Jesus Flanagan è nato a Kilbreedy, nella contea di Limerick, in Irlanda il 9 gennaio 1873, emigrando negli Stati Uniti nel 1896. A quell'epoca era già detentore del record mondiale nel lancio del martello. Ha gareggiato con la squadra del New York Athletic Club e con Irish American Athletic Club. Egli faceva parte di quel gruppo di atleti statunitensi di origine irlandese noti come gli "Irish Whales".
Nel 1900 Flanagan rappresentò gli Stati Uniti ai giochi olimpici di Parigi. Flanagan, l'unico atleta statunitense non proveniente da un college ad andare a medaglia, vinse la medaglia d'oro nel lancio del martello, davanti agli statunitensi Truxton Hare e Josiah McCracken, entrambi giocatori di football della Pennsylvania. Flanagan prese parte anche alla gara di lancio del disco, concludendo al settimo posto.
Flanagan si arruolò per il Dipartimento di Polizia di New York nel 1903 e fu assegnato ad un lavoro d'ufficio che gli permetteva di avere tempo sufficiente per gli allenamenti e per partecipare alle competizioni.
Nel 1904, portabandiera del Irish American Athletic Club ai giochi di St. Louis, Flanagan vinse ancora la medaglia d'oro nel lancio del martello, stabilendo il nuovo record del mondo. Conquistò una medaglia d'argento nel martello con maniglia (25,4 kg), alle spalle del canadese Étienne Desmarteau.
Nel 1905 Flanagan prese parte ai giochi che si svolsero al Celtic Park di New York, con la squadra della Police Athletic Association, vincendo 5 eventi.
Ai giochi olimpici di Londra del 1908, Flanagan superò il suo precedente record e conquistò il suo terzo oro olimpico nel lancio del martello. La medaglia d'argento in quella occasione andò a Matt McGrath, un altro agente di polizia newyorkese. John Flanagan fece anche parte della squadra statunitense di tiro alla fune, che giunse al quinto posto.
Il 24 luglio 1909, Flanagan divenne il più vecchio primatista mondiale, all'età di 41 anni, lanciando il martello a 56,18 metri.
Flanagan lasciò la polizia nel 1910 e gli Stati Uniti nel 1911, per tornare in Irlanda.
Quando il padre morì nel 1924, Flanagan fece ritorno a Kilmallock, dove visse sino alla morte, avvenuta il 3 giugno 1938.
Ai giochi olimpici di Amsterdam del 1928, gli Stati Uniti persero per la prima volta la medaglia d'oro nel lancio del martello ad opera dell'irlandese Patrick O'Callaghan, allenato all'epoca proprio da Flanagan.

## Palmarès
In carriera ha conseguito i seguenti risultati:
- Giochi olimpici

Parigi 1900: oro nel lancio del martello.
St. Louis 1904: oro nel lancio del martello ed argento nel lancio del martello con maniglia (25,4 kg).
Londra 1908: oro nel lancio del martello.